# がん対策基本法
がん対策基本法（がんたいさくきほんほう、平成18年6月23日法律第98号）は、がん対策に関する日本の法律である。
第164回通常国会において提出された議員立法で、この国会中に成立した。

## 概要
日本人の死因で最も多いがんの対策のための国、地方公共団体等の責務を明確にし、基本的施策、対策の推進に関する計画と厚生労働省にがん対策推進協議会を置くことを定めた法律である。

## 構成
- 第一章 総則（第一条 - 第九条）
- 第二章 がん対策推進基本計画等（第十条 - 第十二条）
- 第三章 基本的施策 
  - 第一節 がんの予防及び早期発見の推進（第十三条・第十四条）
  - 第二節 がん医療の均てん化の促進等（第十五条 - 第十八条）
  - 第三節 研究の推進等（第十九条）
  - 第四節 がん患者の就労等（第二十条 - 第二十二条）
  - 第五節 がんに関する教育の推進（第二十三条）
- 第四章 がん対策推進協議会（第二十四条・第二十五条）
- 附則

## 法律の成立まで
- 2006年
  - 1月24日 - 公明党の神崎武法代表が衆議院本会議で「がん対策法の制定を早急に検討すべき」と提唱した。
  - 4月4日 - 民主党の古川元久議員他4名により、衆議院に本法律案を提出した。
  - 5月19日 - 衆議院厚生労働委員会に付託した。
  - 5月22日 - 参議院本会議にて民主党の山本孝史議員が自らのがんを告白、法案の早期成立を訴える。
  - 5月23日 - 自由民主党の鴨下一郎議員他3名により、衆議院に民主党案の対案を提出した。
  - 6月2日 - 衆議院で審議入りした。
  - 6月7日 - 与党と民主党が法案の一本化に合意した。
  - 6月9日 - 衆議院厚生労働委員会で全会一致で可決された。
  - 6月13日 - 衆議院本会議で可決された。即日参議院へ付託した。
  - 6月14日 - 参議院で審議入りした。
  - 6月15日 - 参議院厚生労働委員会で全会一致で可決された。加えて19項目の付帯決議を採択した。
  - 6月16日 - 参議院本会議で全会一致で可決、成立した。

## 基本的施策
1. がんの予防及び早期発見の推進
  - がんの予防の推進
  - がん検診の質の向上等
2. がん医療の均てん化の促進等
  - 専門的な知識及び技能を有する医師その他の医療従事者の育成
  - 医療機関の整備等
  - がん患者の療養生活の質の維持向上
3. 研究の推進等